# Дорита Бонева
Теодора Николова Бонева, по-известна като Дорита Бонева (на унгарски: Dorita Bonewa) е българска и унгарска оперна певица и актриса.

## Биография
Родена е на 2 януари 1912 г. в Търново, в семейството на Никола Бонев – търговец на едро и Йорданка Цветанова. На 7-годишна възраст, заедно със семейството си се преселва в Будапеща, където завършва гимназия, а през 1937 г. и Музикалната академия. Работи в операта в Бърно. През 1939 г. се изявява в Мюнхен, Берлин и Хамбург. В 1940 г. е на гастрол в София. През пролетта на 1942 г. участва в турне из Германия. През 1943 г. се установява в Будапеща, а след 1944 г. емигрира първоначално във Виена, а след това в Рио де Жанейро. На 11 август 1936 г. се омъжва за скулптора Sándor Szoboszlai.

## Филмография
Дорита Бонева участва във филмите:
- „Szeptember végén“ (1942) – Анико, циганско момиче
- „Egy szoknya, egy nadrág“ (1943) – Хуарес Дулчинея
- „Tengerparti randevú“ (1943, унгарско-български) – Люба Стефанова
- „A tenger boszorkánya“ (1943, унгарско-български, недовършен)
- „Българо-унгарска рапсодия“ (1944) – Люба